# 30,5 cm SK L/50
Il cannone 30,5 cm SK L/50 fu l'arma principale di 16 delle 26 navi da battaglia tedesche costruite poco prima della prima guerra mondiale. Il cannone, che utilizzava un proietto di 305 mm di diametro, fu progettato nel 1908, ed entrò in servizio nel 1911, quando le quattro navi della classe Helgoland—le prime a montare tale arma—entrarono in servizio nella Hochseeflotte. Fu installato anche nelle successive cinque navi da battaglia della classe Kaiser e nelle quattro della classe König, e nei tre incrociatori da battaglia della classe Derfflinger. Questi cannoni ebbero grandi risultati durante la battaglia dello Jutland il 31 maggio –primo giugno 1916, quando le due navi della classe Derfflinger, la SMS Derfflinger e la SMS Lützow, li usarono per distruggere gli incrociatori da battaglia britannici HMS Queen Mary e il HMS Invincible. Il cannone 30,5 cm SK L/50 fu successivamente rimpiazzato nelle costruzioni successive dal più potente 38 cm SK L/45 "Max".
Prima della prima guerra mondiale, dei cannoni 30,5 cm SK L/50 furono installati sull'isola di Helgoland e Wangerooge a difesa delle coste tedesche del Mare del Nord. Durante la guerra una batteria fu installata a difesa del porto di Zeebrugge nelle Fiandre occupate. I cannoni sull'isola di Helgoland furono distrutti dopo la fine della guerra, ma la batteria sull'isola di Wangerooge non fu toccata. Tre di questi cannoni furono trasferiti a Helgoland dopo che l'isola fu militarizzata di nuovo nel 1935. Durante la seconda guerra mondiale, le altre tre armi furono trasferite in Francia e utilizzate come difesa costiera del canale della Manica.

## Caratteristiche

### Torrette navali
Sulle navi, i cannoni 30,5 cm SK L/50 venivano montati in torrette binate. Nelle navi da battaglia della classe Helgoland erano installate su sei affusti del tipo Drh LC/1908; queste torrette erano protette da una corazza di 100 mm sul tetto e da 300 mm sui lati. Le classi successive utilizzarono installazioni migliorate. La classe Kaiser montava i cannoni su affusti Drh LC/1909, mentre la seguente classe König montava cinque torrette con affusti del tipo Drh LC/1911. Il principale progresso delle torrette LC/1909 fu un aumento della protezione del tetto, da 100 mm a 300 mm; mentre la protezione laterale rimase invariata. Nel caso della versione LC/1911 lo spessore del tetto fu ridotto a 110 mm; mentre i lati rimasero 300 mm. Il Derfflinger ed il Lützow utilizzarono quattro Drh LC/1912 affusti, mentre la loro pari classe SMS Hindenburg montava un tipo di affusto migliorato Drh LC/1913. Il tipo LC/1912 aveva una protezione sul tetto da 110 mm e i lati da 270 mm. Le torrette del successivo Hindenburg ebbero il tetto portato a 150 mm di spessore, mentre i lati rimasero come nel tipo LC/1912 precedente. Il peso delle torrette variava da 543–558 t; a seconda dello spessore delle protezioni.
Nelle navi della classe König, al di sotto di ognuna torretta era presente una camera di caricamento collegata con un elevatore alla santabarbara dei proietti posta ancora più in basso. Le torrette ruotavano grazie a motori elettrici, mentre l'elevazione dei cannoni era idraulica. Nello sforzo di ridurre al minimo le possibilità d'incendio, nella torretta ogni particolare era fatto di acciaio. Questa configurazione era presente anche nelle classi precedenti. Negli incrociatori da battaglia della classe Derfflinger, le torrette seguivano questa configurazione, tranne la torretta di poppa che, per ragioni di spazio, presentava la camera di caricamento sotto la santabarbara.
Tutte le torrette delle navi tedesche permettevano un'elevazione massima di 13.5 gradi, ma, dopo la battaglia dello Jutland, furono modificate per permettere un'elevazione di 16 gradi. Le torrette montate a centronave potevano ruotare di 150 gradi entrambe le direzioni, ma le torrette centrali sulle classi Helgoland e Kaiser erano limitate ad 80 gradi in entrambe le direzioni.

### Installazioni costiere
Sull'isola di Helgoland furono installate quattro torrette binate nel periodo 1909–12. La batteria Kaiser Guglielmo II fu costruita per difendere il porto di Zeebrugge nelle Fiandre occupate durante la prima guerra mondiale. Era formata da quattro cannoni montati in barbetta su piattaforme in calcestruzzo, Bettungsschiessgerüst (BSG) (piattaforme di tiro). Queste installazioni erano azionate manualmente e la rotazione dell'affusto avveniva attraverso un perno anteriore mentre la parte posteriore dell'affusto scorreva su ruote poggianti su di una rotaia circolare. Erano serviti dai marinai del primo reggimento di artiglieria navale (Matrosen Artillerie Regiment 1).
Alla fine della prima guerra mondiale, sei pezzi su affusti BSG furono installati sull'isola di Wangerooge, formarono la Batteria Friedrich August. Dopo il 1935, tre cannoni furono trasferiti sull'isola di Helgoland in seguito alla denuncia del trattato di Versailles da parte della Germania. Per il 1938, entrarono in servizio come Batteria von Schröder servita dagli uomini del Secondo Battaglione di Artiglieria Navale (II. Marine-Artillerie-Abteilung), successivamente 122º Battaglione di Artiglieria Navale (122. Marine-Artillerie-Abteilung). Dopo la sconfitta della Francia nel 1940 tutte le tre armi furono trasferite presso Le Trésorerie, vicino a Boulogne-sur-Mer, in Francia, dove ripresero il precedente nome: Batteria Friedrich August. L'installazione era inizialmente in barbetta con 360° di brandeggio, ma furono successivamente installate in casematte di coperte in cemento. In questa ultima configurazione potevano elevare fino a 50 gradi ed avevano un arco di brandeggio di 220 gradi.

### Munizioni
Durante la prima guerra mondiale, i cannoni 30,5 cm SK L/50 utilizzarono due tipi di proietti: perforanti L/3.1 ed esplosivi L/4. Durante la seconda guerra mondiale, furono dotati di un assortimento di proietti, tra cui i modelli perforanti L/3,4 e L/4,9, e gli esplosivi L/3.8, L/5, ed L/4.8, oltre a proiettili speciali per la difesa costiera. I proietti perforanti ed esplosivi pesavano tra 405 e 415 kg, mentre quelli speciali da difesa costiera pesavano solo 250 kg.
Durante la prima guerra mondiale, vennero utilizzate le cariche di lancio principali, costituite da propellente RP C/12 (una varietà di cordite), del peso di 91 kg ed una più piccola carica secondaria, sempre di RP C/12, del peso di 34,5 kg;. La carica completa permetteva una velocità alla volata del proietto di 855 m/s. I cannoni adibiti a difesa costiera utilizzavano una carica costituita dal propellente RP C/32 del peso di 85,4 kg e con una carica secondaria di 41,6 kg. Dopo il 1942, le cariche furono aumentate a 121,5 kg RP C/38 per i proietti perforanti ed a 143 kg di RP C/38 per gli esplosivi. La velocità alla volata era compresa tra 850–855 m/s, mentre i proietti leggeri da difesa costiera arrivavano a 1.120 m/s.
| Proietto                                                                                             | Peso                  | Carica esplosiva      | Velocità alla volata  | Gittata               |
| Prima guerra mondiale                                                                                | Prima guerra mondiale | Prima guerra mondiale | Prima guerra mondiale | Prima guerra mondiale |
| --- | --------------------- | --------------------- | --------------------- | --------------------- |
| Proietto perforante (Panzergranate L/3.1)                                                            | 405,5 kg              | 13,6 kg TNT           | 855 m/s               | 20,4 km               |
| Proietto esplosivo (Sprenggranate L/4)                                                               | 405,9 kg              | dato non disponibile  | 855 m/s               | dato non disponibile  |
| Seconda guerra mondiale                                                                              |                       |                       |                       |                       |
| Proietto perforante con cappello balistico (Panzergranate L/3.4 (mit Haube))                         | 405 kg                | 11,5 kg TNT           | 855 m/s               | 32 km                 |
| Proietto perforante con cappello balistico (Panzergranate L/4.9 (mit Haube))                         | 415 kg                | dato non disponibile  | 855 m/s               | 41,3 km               |
| Proietto esplosivo con spoletta nel fondello (Sprenggranate L/3.8 m. Bdz.)                           | 415 kg                | dato non disponibile  | 850 m/s               | dato non disponibile  |
| Proietto esplosivo con spoletta nel fondello (Sprenggranate L/5 m. Bdz.)                             | 415 kg                | dato non disponibile  | 850 m/s               | dato non disponibile  |
| Proietto esplosivo con spoletta nell'ogiva (Sprgr L/4.8 m. Kz.)                                      | 405 kg                | 26,5 kg TNT           | 855 m/s               | dato non disponibile  |
| Proietto esplosivo con doppia spoletta e cappello balistico (Sprgr L/3.6 m. Bdz. u. Kz. (mit Haube)) | 250 kg                | 14,5 kg TNT           | 1120 m/s              | 51,4 km               |

### Prestazioni
Con l'elevazione di 13,5 gradi, il cannone da 30,5 cm poteva colpire bersagli distanti 16.200 m con proietti perforanti. Quando le torrette furono modificare per permettere un'elevazione di 16 gradi, la gittata aumentò a 20.400 m. Ad una distanza di 12.800 m , il proietto perforante L3 era in grado di penetrare una corazza di 254 mm di spessore. A 15.000 m la capacità diminuiva a 229 mm. La gittata dei cannoni fu molto aumentata nella seconda guerra mondiale: con il proietto da 405 kg a 45 gradi di elevazione, il cannone esprimeva una gittata massima di 32.000 m. Con il proietto da 415 kg a 49,2 gradi, la gittata raggiungeva i 41.300 m, e con il proietto leggero da 250 kg con l'elevazione di 49,1 gradi, la gittata massima era di 51.400 m.

### Riferimenti
1. ↑  Gröner, pp. 23–30.
2. ↑  Gröner, pp. 54–9.
3. ↑   Brown David K., The Grand Fleet: Warship Design and Development 1906-1922, Annapolis, MD, Naval Institute Press, 1999,  p. 167, ISBN 1-55750-315-X.
4. ↑  Gröner, p. 24
5. ↑  Gröner, p. 26
6. ↑  Gröner, p. 27
7. ↑  Gröner, p. 56
8. 1 2 3 4 5 6 7   Tony DiGiulian, Germany 30,5 cm/50 (12") SK L/50, su navweaps.com. URL consultato il 14 agosto 2009.
9. ↑  Herwig p. 70
10. ↑  Gardiner and Gray, pp. 146–147
11. ↑  Rolf (2004), p. 186
12. ↑   Augustus Norton, D. Armstrong, Coast Defenses Constructed by the Germans on the Belgian Coast, in Journal of the United States Artillery, vol. 51, n. 1-2, Ft. Monroe, VA, Coast Artillery School Press, 1919,  pp. 26, 160–5.
13. ↑  (FR) Guy François, Eisenbahnartillerie: Histoire de l'artillerie lourd sur voie ferrée allemande des origines à 1945, Paris, Editions Histoire et Fortifications, 2006,  p. 8.
14. ↑  Rolf (1998), pp. 38, 300
15. ↑  Rolf (1998), p. 335
16. ↑   The Atlantic Rampart, su atlanticwall.polimi.it, The Atlantic Wall Linear Museum. URL consultato il 16 agosto 2009.